# Бобруйское староство
Бобруйское староство (пол. Starostwo Babrujskie) — административная единица в составе Речицкого повета Минского воеводства Великого княжества Литовского провинции Речи Посполитой. Центром Бобруйского староства было местечко Бобруйск.

## История
С названием Бобруйска связано — одноимённое местечко, замок, дзержава, центр волости, староство.
- В 1471 г. — князь Михаил Олелькович имел «привилей» на Бобруйское староство.
- В 1502—1503 гг. — нападение татарского войска на староство.
- 4 марта 1565 г. — дана грамота Зигмунтом II Августом Бобруйскому староству об изменении порядка налогообложения.
- В 1566 г. — основано Бобруйское староство с центром в Бобруйске. Староство входит в состав Речицкого повета. Это староство состояло тогда из двух частей — город Бобруйск с 18 деревнями. Даны грамоты бобруйского старосты Яна Бояновского о правах мещан пользоваться лесами и выгонами для скота (мещанам разрешалась рубка леса, пользоваться пастбищами, косьбой и т. п.).
- В 1576 г. — дарована специальная королевская грамота «привилей» на Бобруйское староство, право взимать таможенные пошлины и др. правомочия.
- 8 января 1591 г. — составлена грамота с разрешением для Бобруйского староства изготовлять разные напитки для собственных нужд и на продажу (за подписью Минского старосты Дмитрия Скумина Тышкевича).
- В 1599 г. — Бобруйское староство отписано королём Речи Посполитой Владиславом Четвёртым жене Ренате.
- В 1603 г. — нападение татарского войска на староство.
- В 1611-1614 гг. — спор мещан с иезуитами о выгоне, подтверждающая права мещан, комиссия разбирала конфликт мещан со старостой.
- В 1611—1613 гг. — в старостве происходили народные волнения вызванные налоговыми поборами П. Трызны, так называемой «Бобруйской Уставой» (Волочной померой). Эта была реформа назначенная королём Сигизмундом (Зигмунтом) III для увеличения поступающих в казну средств, необходимых для ведения войны с Россией. Реформа была названа «Бобруйской», потому-что начали её проводить с Бобруйска, и Бобруйское староство должно было послужить примером проведения «волочной померы» во всей Речи Посполитой.
- В середине XVI в. Бобруйское староство упомянуто среди владений великого князя Литовского. Позже им владели крупные магнаты М. Радзивилл, О. Гаштольд, Яна Бояновский, П. Трызна, а с 1639 г. — польская королева Цецилия Рената, жена короля Владислава IV. Она организовала в данном старостве свободную экономическую зону. В XVII в. это называлось слобода (от слова «свобода»). И этот регион был назван Королевской Слободой.
- В 1648—1649 гг. — разруха, бунт и война из-за вторжения казаков под командованием Поддубицкого во время восстания Богдана Хмельницкого. Януш Радзивилл остановил это нападение на староство. Отстроенный центр староства город Бобруйск напавшие казаки вновь сожгли в 1665 г..
- В 1655 г. — новое военное нападение казаков на староство под предводительством Золотаренко И. Н..
- В 1681 г. — после русско-польской войны 1654—1667 и разрушений в старостве вернулась миссия иезуитов. Которые открыли вновь школу, а в 1686 г. открыли медицинскую клинику для населения. И в 1738 г. они открыли в Бобруйске аптеку.
- В 1708 г. — староство пострадало вследствие Северной войны.
- Середина XVII — начало XVIII вв. — войны привели к разрушению и упадку Бобруйска.
- До 1788 г. — староство приносило доход в казну 6342 кварты злотых.
- В 1793 г. — после второго раздела Польши территория Бобруйского староства присоединена к России.
- В 1795 г. — проведена перепись населения. Бобруйское староство определено на продажу по частям, и ликвидировано. И земли староства вошли в состав Бобруйского уезда Минской губернии[2].

## Административное деление
- К Бобруйскому староству относилось — 70 деревень.
- Паричское имение с деревнями Паричи, Кнышевичи, Секеричи, Чернин, Логвиновичи, Поганцы, Здудичи, Чирковичи, Шатиловичи, принадлежали Петронели Тризненке Пацевой, жене Самюэля Паца.
- Брожский двор с рядом сёл и главной усадьбой в Броже.
- Ольсавский двор, Ольса, до 1622 года принадлежал пану Миколаю Заршенскому, а после его смерти указом земского подскарбия Кшиштофа Нарушевича имение Ольса перешло Петру Тризне и его жене за определенную сумму. Анна имела права только на деревни Ольса, Бёрда, Илейчицы, Волосовичи, Польковичи. Самому Петру Тризне в Виленской половине староства принадлежали деревни Демидковичи и Кольчицы,
- Трокская половина — двор яснопольский с деревнями Мышковичи, Тейковичи, Комичи, Глубоковичи, Павловичи, Дворониновичи, Михалево, Плесы (одни и вторые), Ковалево(Ковали), Овсимовичи, Воротынь, Витлин, Качеричи.
- Часть земельных владений принадлежала коллегии Ордена иезуитов.

## Старосты и наместники бобруйские
- XVI в. — Бобруйская волость (староство) являлось владением Великих князей Литовских и членов их семей (Гедимина, Ольгерда, Ягайло (Владислава), Скиргайло, Витовта, Александра, и др.) и числилось в списке их земель.
- В 1387—1394 гг. — Скиргайло Ольгердович.
- До 1521 г. — Николай Радзивилл.
- До 1539 г. — Альбрехт Мартинович Гаштольд.
- В 1542—1549 гг. — Ян Юрьевич Глебович.
- С 1550-х годов бобруйским войтом (старостой) становится Григорий Фат.
- В 1566 г. — Ян Бояновский.
- В 1569 г. — Николай Николаевич Радзивилл, воевода Виленский и канцлер.
- В 1561—1578 гг. — Юрий II Юрьевич (Олелькович) — один из последних представителей (великокняжеского — ведущего своё происхождение от престольных князей Киевской Руси) Великого русского рода Олельковичей.
- В 1580—1590 гг. — Ян Бояновский.
- 1611 г. — Пётр Тризна (родственник Петронелли Пац, могущественному роду в Речи Посполитой), вместе со своей женой Анной Моссальской, внес выкуп королевской казне и получил право пожизненно владеть данным староством.
- В 1623—1633 гг. — Перновский воевода Пётр Станислав Тризна.
- В 1639—1644 гг. — Цецилия Рената Австрийская (до неё владельцами земли Бобруйского староства было — пятнадцать человек).
- До 1652 г. — Кшиштоф Ходкевич.
- В 1658—1660 — Иван Нечай
- В 1660—1679 гг. — князь Александр-Гилярий Полубинский.
- В 1679—1682 гг. — князь Кшиштоф-Константин Полубинский.
- В 1682—1730 гг. — Ян Казимир Сапега.
- От 14 декабря 1735 г. до 8 сентября 1738 г. — Игнацы Завиша.
- С 1775 г. — Михал Лопат.
- До 1796 г. — Михал Слизень.